# Demiglace
Demiglace, også skrevet demi-glace eller demi glace er en brun grundsovs af indkogt, kraftig skysovs, en fond af kalv og med tilsat kødekstrakt.
Navnet er fransk af demi- halv- + glace is; men den uindkogte sovs kaldes »spansk sovs« (sauce espagnole).